# رقاح دراكينسبرغ
رقاح دراكينسبرغ أو سسكن دراكينسبرغ (الاسم العلمي Crithagra symonsi)، طائر من الرقاح وفصيلة الشرشوريات. موطنه جنوب أفريقيا وليسوتو.

## الوصلات الخارجية
- Drakensberg siskin - Species text in The Atlas of Southern African Birds.